# Tadeusz Tomaszewski (premier)
Tadeusz Tomaszewski (ur. 26 listopada 1881 w Sacinie, zm. 10 sierpnia 1950 w Londynie) – polski prawnik, działacz polityczny, prezes Najwyższej Izby Kontroli na uchodźstwie (1939–1949), następnie premier polskiego rządu na obczyźnie (1949–1950).

## Życiorys
Rozpoczął studia prawnicze na zrusyfikowanym Cesarskim Uniwersytecie Warszawskim, kończył je na Uniwersytecie Moskiewskim, uzupełniał w późniejszych latach we Francji. Od 1901 był członkiem nielegalnej PPS, wcześniej działał w konspiracyjnych kółkach gimnazjalnych i studenckich. Trzykrotnie był zatrzymywany przez władze rosyjskie, nie przeszkodziło to jednak w odbyciu aplikacji adwokackiej i otwarciu w Warszawie kancelarii. Po zajęciu Warszawy przez Niemców w okresie I wojny światowej był członkiem lewicowego Centralnego Komitetu Narodowego oraz innych organizacji niepodległościowych – Międzypartyjnego Koła Politycznego i Ligi Państwowości Polskiej; wraz z innymi działaczami tych organizacji był sygnatariuszem deklaracji w sprawie niepodległości Polski (22 lutego 1916). Położył duże zasługi w tworzeniu sądownictwa polskiego po odzyskaniu niepodległości.
W okresie II Rzeczypospolitej prowadził nadal kancelarię adwokacką w Warszawie. Był naczelnym radcą prawnym Banku Gospodarstwa Krajowego w Warszawie, członkiem Rady Banku Polskiego, a w 1929 członkiem Trybunału Stanu do rozpatrzenia sprawy ministra skarbu Czechowicza i nieprawidłowości budżetowych. Był przewodniczącym Centralnego Sądu Partyjnego PPS oraz radnym Rady Miejskiej Warszawy z ramienia PPS. W 1930 współorganizował Zrzeszenie Prawników Socjalistów; organizacja ta była odpowiedzią na Narodowe Zrzeszenie Adwokatów, którego członkami byli adwokaci prorządowi. Tomaszewski pełnił ponadto funkcje prezesa Rady Nadzorczej Warszawskiej Spółdzielni Mieszkaniowej i Społecznego Przedsiębiorstwa Budowlanego.
Po zakończeniu działań wojennych został zweryfikowany w stopniu porucznika ze starszeństwem z 1 czerwca 1919 roku i 9. lokatą w korpusie oficerów rezerwowych sądowych. W latach 20., w ewidencji wojskowej figurował, jako „Tadeusz I Tomaszewski”. W 1934 roku pozostawał w ewidencji Powiatowej Komendy Uzupełnień Warszawa Miasto III. Był wówczas porucznikiem ze starszeństwem z 1 czerwca 1919 roku w korpusie oficerów pospolitego ruszenia sądowych.
We wrześniu 1939 wyjechał do Rumunii, następnie do Francji. W strukturze władz RP na obczyźnie był przewidywany początkowo na ministra pracy i opieki społecznej, ostatecznie został powołany na prezesa Najwyższej Izby Kontroli na Uchodźstwie. Działał m.in. w sprawie pozostawienia do dyspozycji rządu londyńskiego mienia, które wobec cofnięcia uznania dla rządu przez władze brytyjskie miało być przekazane tworzącemu się rządowi polskiemu w Warszawie.
7 kwietnia 1949 został mianowany przez prezydenta Augusta Zaleskiego na premiera rządu na uchodźstwie; oznaczało to jednocześnie rezygnację z dalszego kierowania NIK.
Inicjowany do wolnomularstwa w 1915 roku, był Czcigodnym loży Kopernik w 1939 roku.
Zmarł nagle 10 sierpnia 1950 w londyńskim szpitalu po tym, jak zasłabł w trakcie konferencji w sali Rady Narodowej RP. 16 sierpnia 1950 został pochowany na cmentarzu St. Mary’s Catholic Cemetery (Catacombs gr.32) w grobie zmarłej kilka lat wcześniej żony Stefanii.

## Życie prywatne

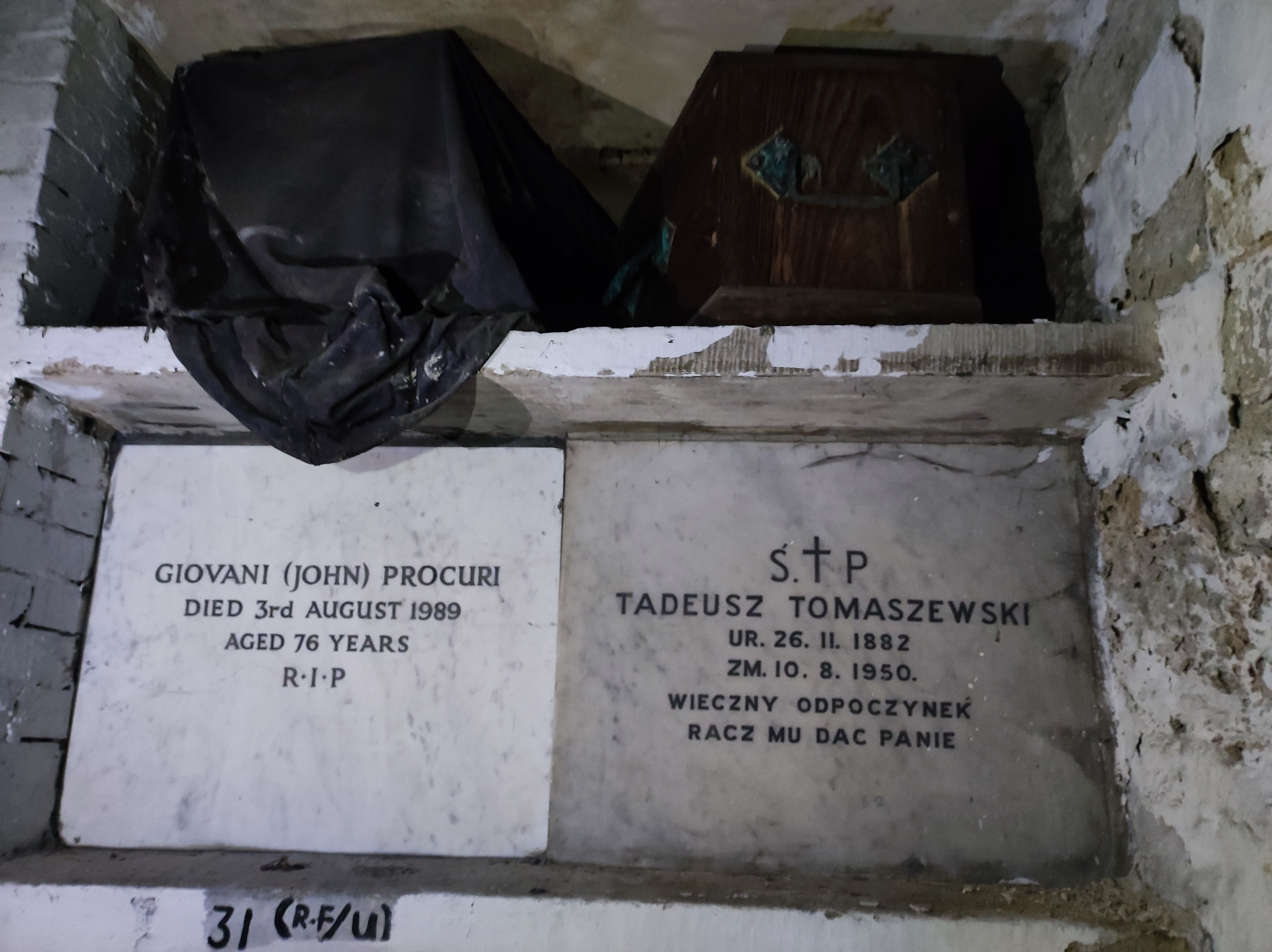
Grób Tadeusza Tomaszewskiego

Miał córkę, Leonię Gołaszewską.

## Odznaczenia
- Order Orła Białego -  pośmiertnie na mocy postanowienia prezydenta RP na obczyźnie Augusta Zaleskiego[4][6] z 11 sierpnia 1950.